# Potomak

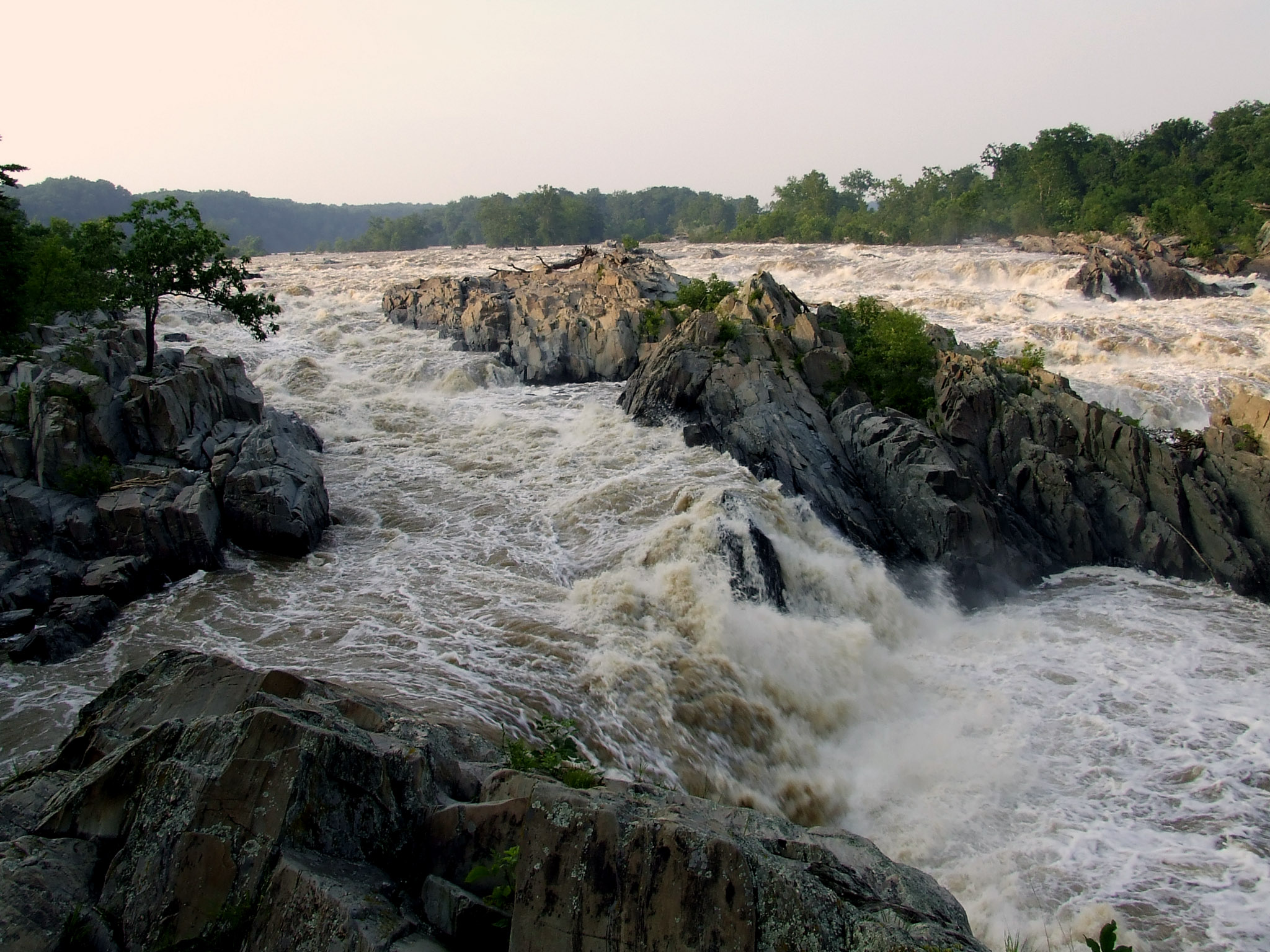
Wodospad Great Falls na rzece Potomak

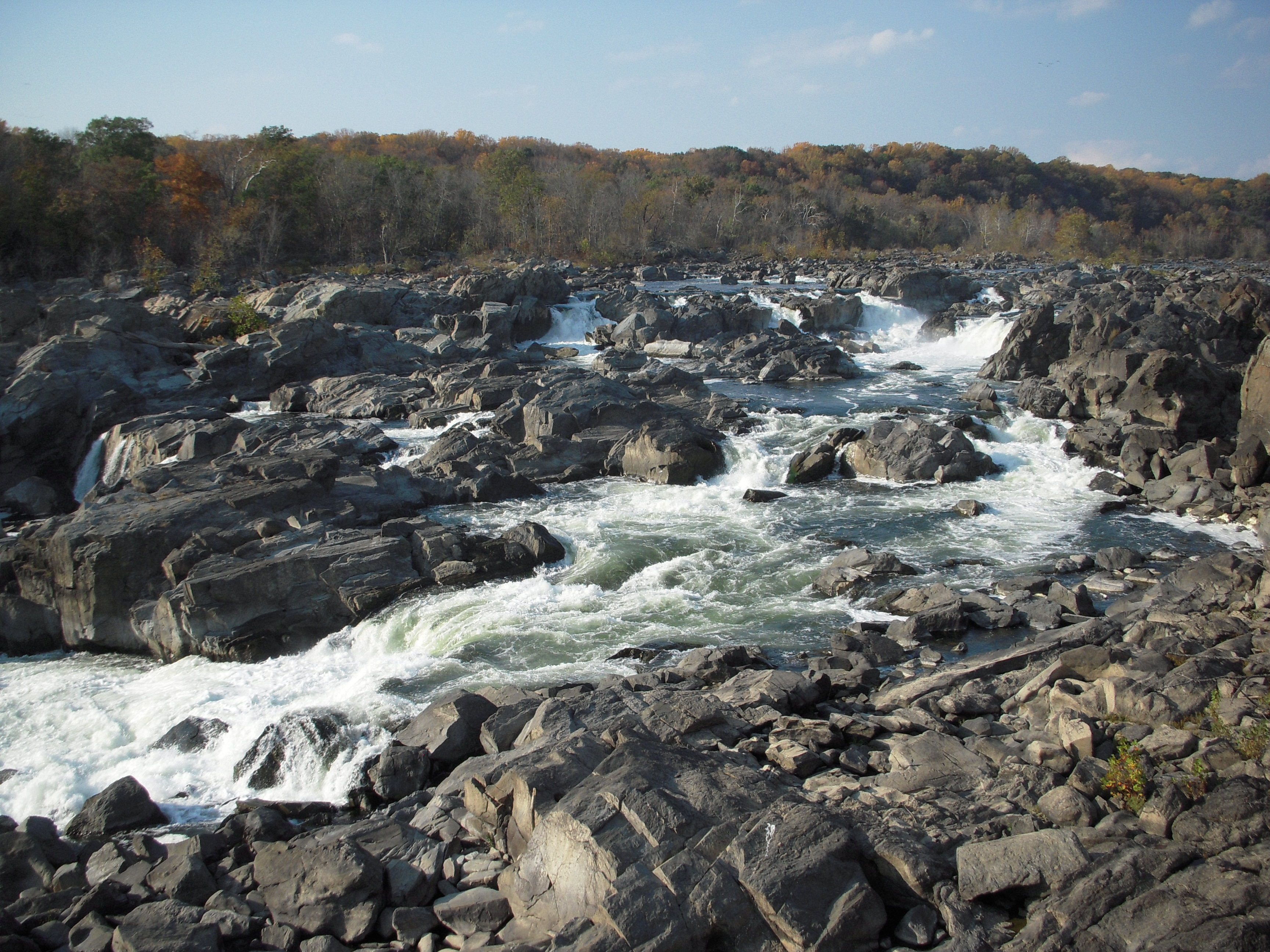
Wodospad Great Falls – widok od strony wschodniej

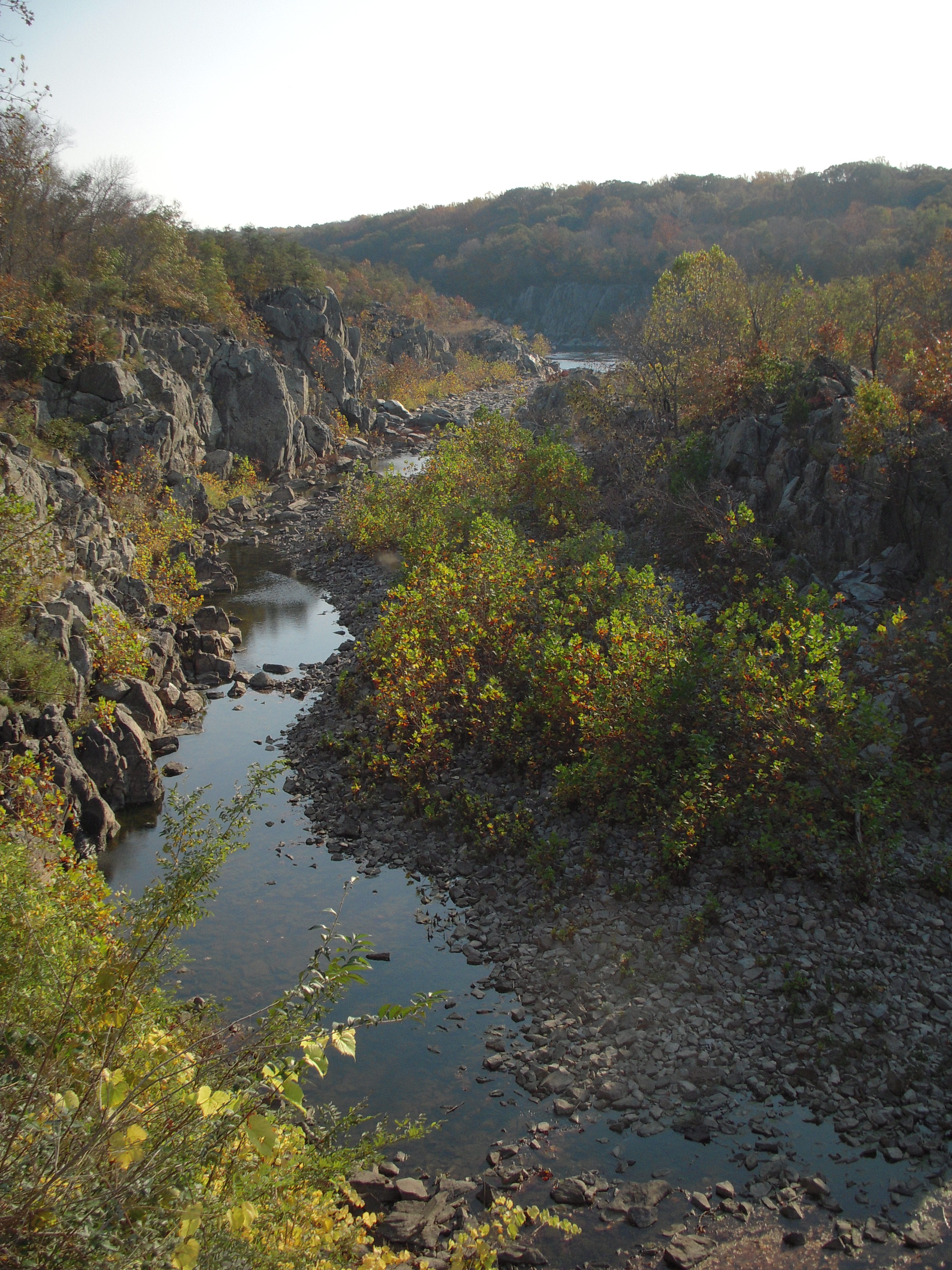
Wisząca dolina Potomacu, przy Wielkich Wodospadach

Potomak (ang. Potomac River) – rzeka we wschodniej części Stanów Zjednoczonych. Długość 665 km, powierzchnia dorzecza 38 tys. km². Uchodzi do zatoki Chesapeake.
Nad rzeką leży Dystrykt Kolumbii i miasto Waszyngton. Przepływa też przez stany Wirginia i Wirginia Zachodnia. Chociaż Potomak oddziela stany Maryland i Wirginia, to granica między nimi leży nie pośrodku rzeki, ale na zachodnim jej brzegu. W ten sposób na tym odcinku Potomak leży całkowicie w obrębie stanu Maryland.

## Historia
Nazwa Potomac pochodzi od słowa w języku algonkiańskim i oznacza „rzeka łabędzi”. Inne tłumaczenia nazwy Potomak to:
- „miejsce, gdzie ludzie handlują”;
- „miejsce, gdzie wpływa dopływ”.

Indianie nazywają rzekę Cohongorooton – „rzeka gęsi” – co potwierdza, że niegdyś jej okolice zamieszkiwały liczne gęsi i łabędzie. Wymowa pierwotnej nazwy, w ciągu lat przekształciła się z Patawomeke do Patowmack, a ostatecznie w 1931 w obecny Potomac.

## Dopływy
Monocacy River